# Стамен Миловановић
Стамен Миловановић (Дубовo, 1940. — 22. октобар 2024.) био је српски драмски писац и драматург.

## Биографија
Школовао се у Дубову, Београду и Нишу.
Почео је да објављује током похађања основне школе.
Радио је као минер, булдожериста, прецизни механичар, машински техничар и наставник математике.
Био је самоук у писању драмских дела, што је објашњавао „редовним одлажењем у Народно позориште у Београду“.
Његова драмска дела објављена су у едицији Савремена српска драма.
Афоризме и приче објављивао је у књижевним часописима, Радио Београду, Радио Нишу и неколико дневних новина.
Живео је и радио у Нишу.

## Награде
- Награда листа „Пионир“ 1953.[2]
- Награда „Драгојло Дудић“ за 1998.[2]
- Награда Бранислав Нушић
- Прва награда конкурса библиотеке у Руми[2]
- Прва награда конкурса Дијаспоре[2]
- Награда Наша реч, Лесковац, двоструки добитник[3]
- Награда листа Топличке новине, двоструки добитник[3]
- Награда Милутин Ускоковић[3]
- Друга награда на конкурсу Вукашин Цонић
- Награда на Међународном књижевном конкурсу Пограничних сусрета Форум Томизза 2018" у Хрватској[4]

## Одабрана дела
- Капи слободе, 1965.
- Удовичко коло
- Суноврат
- Ђавоља варош
- Повратак
- Не плачи, Петра
- Константин[3]
- Ramondica serbica, роман